# 3557 Sokolsky
3557 Sokolsky eller 1977 QE1 är en asteroid i huvudbältet som upptäcktes den 19 augusti 1977 av den rysk-sovjetiske astronomen Nikolaj Tjernych vid Krims astrofysiska observatorium på Krim. Den har fått sitt namn efter Andrei Sokolskii. Den tillhör asteroidgruppen Hilda.